# Withius faunus
Espèce
Synonymes
- Chelifer faunus Simon, 1879

Withius faunus est une espèce de pseudoscorpions de la famille des Withiidae.

## Distribution
Cette espèce se rencontre en France et en Grèce.

## Publication originale
- Simon, 1879 : Les Ordres des Chernetes, Scorpiones et Opiliones. Les Arachnides de France, p. 1-332.